# Bajt Tima
Bajt Tima (arab. ‏بَيْت طِيما‎) – nieistniejąca już arabska wieś, która była położona w Dystrykcie Gazy w Mandacie Palestyny. Została wyludniona i zniszczona podczas I wojny izraelsko-arabskiej (al-Nakba), po ataku Sił Obronnych Izraela w nocy z 17 na 18 października 1948.

## Położenie
Bajt Tima leżała na pograniczu wzgórz Szefeli z nadmorską równiną, na północny wschód od miasta Gaza. Według danych z 1945 do wsi należały ziemie o powierzchni 11 032 ha. We wsi mieszkało wówczas 1060 osób.
| własność gruntów | powierzchnia gruntów (hektary) |
| ---------------- | ------------------------------ |
| Arabowie         | 10 753                         |
| Żydzi            | 0                              |
| publiczne        | 289                            |
| Razem            | 11 032                         |

| Rodzaj użytkowanych gruntów | Arabowie (hektary) | Żydzi (hektary) |
| --------------------------- | ------------------ | --------------- |
| uprawy nawadniane           | 197                | 0               |
| uprawy zbóż                 | 10 444             | 0               |
| nieużytki                   | 331                | 0               |
| zabudowane                  | 60                 | 0               |

## Historia
W 1596 Bajt Tima była średniej wielkości wsią, w której mieszkało 693 mieszkańców. Utrzymywali się oni z upraw pszenicy, jęczmienia, owoców, sezamu, migdałów, oraz hodowli kóz i uli.
W okresie panowania Brytyjczyków Bajt Tima rozwijała się jako duża wieś. Istniał tutaj meczet. W 1946 otworzono tutaj szkołę podstawową dla chłopców.
Podczas I wojny izraelsko-arabskiej w maju 1948 wieś zajęły wojska egipskie. Podczas operacja Jo’aw w nocy z 17 na 18 października Bajt Timę zajęli izraelscy żołnierze. Mieszkańcy już wcześniej uciekli przed odgłosami zbliżającej się bitwy. W następnych dniach wieś została doszczętnie zniszczona.

## Miejsce obecnie
Na gruntach należących do Bajt Timy powstały w 1950 moszawy Talmei Jafe i Kochaw Micha’el.
Palestyński historyk Walid Chalidi, tak opisał pozostałości wioski Bajt Tima:

Na miejscu pozostał jedynie gruz porośnięty drzewami jaworu i chleba świętojańskiego. Grunty są wykorzystywane przez rolnictwo.